# Воєводський Михайло Вацлавович
Михайло Вацлавович Воєводський (1903, Смоленськ - 1948, Москва) - радянський російський археолог.

## Біографія
Михайло Воєводський народився в 1903 році в Смоленську в шляхетсбкій родині. Дитинство провів у Центральній Азії. У 1923-1927 роках навчався на кафедрі антропології фізико-математичного факультету МДУ в професора Бориса Жукова. З 1923 року паралельно працював препаратором в Інституті і Музеї антропології МДУ. З 1933 року - заступник директора Музею антропології МДУ. У 1927-1930 роках - аспірант, в 1931-1948 роках - старший науковий співробітник НДІ антропології МДУ. З 1931 року викладав у МДУ (з 1937 року доцент). У 1935 році отримав ступінь кандидата історичних наук без захисту дисертації.
Брав участь в ряді археологічних експедицій у Центральній Росії, Україні, Надволжі й Центральній Азії. Досліджував давньокам'яні стоянки Тімоновську, Авдіївську, Пішаний Рів, Пушкарі та інші. Завдяки дослідженням Воєводського на території Східноєвропейської рівнини були виділені Балахнинська культура, культура сітчастої кераміки та Юхнівська культура. Воєводський розробив методику «великих площ», що тепер широко застосовується в археології кам'яної доби. Активно використовував природничо-наукові дані. Серед його учнів - археологи Маріанна Давидівна Гвоздовер (1917—2004), Ірина Гаврилівна Розенфельдт (1923-1991), Олександр Олександрович Формозов (1928-2009).

## Твори
- Тимоновская палеолитическая стоянка // РАЖ. 1929. Т. 18. № 1-2. С. 59-70;
- К истории гончарной техники народов СССР // Этнография. 1930. № 4. С. 55-70;
- Стоянки Балахнинской низины (совместно с О.Н. Бадером) // Из истории родового строя на территории СССР. Л., 1935. С. 298-346 (Известия ГАИМК. Вып. 106);
- К изучению гончарной техники первобытно-коммунистического общества на территории лесной зоны Европейской части РСФСР // Советская археология. Л., 1936. Т. 1;
- Остатки торфяного поселения Лужицкой культуры в Польше // ВДИ. 1938. № 2. С. 224-236;
- Усуньские могильники на территории Киргизкой ССР (совместно с М.П. Грязновым) // ВДИ. 1938. № 3. С. 162-179;
- Воеводский М. В., Формозов А. А. Стоянка Песочный Ров на реке Десне [Архівовано 22 січня 2021 у Wayback Machine.]. – КСИИМК, 1950 г., т. 35, с. 42 – 54.
- Ранний палеолит Русской равнины // Уч. западной МГУ. 1948. Вып. 115;
- К методике раскопок открытых палеолитических стоянок // Доклады и сообщения исторического факультета МГУ. 1948. Вып. 7;
- Важнейшие итоги деснинской экспедиции 1946 г. // КСИИМК. 1948. Вып. 20. С. 36-44;
- Ранний палеолит русской равнины // Труды Музея антропологии. Ученые записки МГУ. М., 1948. Вып. 115. С. 127-168;
- Городища Десны // Археологические памятники УССР. Киев, 1949. Т. 1. С. 105-111;
- Мезолитические культуры Восточной Европы // Краткие сообщения Института истории материальной культуры. 1949. Вып. 31;
- Краткая характеристика керамики городищ Ветлуги и Унжи // МИА. 1951. Вып. 2. С. 159-180.